# Büchslen
Cet article concerne l'ancienne commune et localité fribourgeoise. Pour la commune vaudoise homonyme, voir Buchillon.
Büchslen (Buchillon en français) est une localité et une ancienne commune suisse du canton de Fribourg, située dans le district du Lac.

## Histoire
La commune a été fusionnée le 1er janvier 2013 avec la commune de Morat.

## Géographie
Büchslen mesure 155 ha. 8,7 % de cette superficie correspond à des surfaces d'habitat ou d'infrastructure, 78,3 % à des surfaces agricoles et 13,0 % à des surfaces boisées.

## Démographie
Büchslen possède 171 habitants en 2022. Sa densité de population atteint 110 hab./km2.
Le graphique suivant résume l'évolution de la population de Büchslen entre 1850 et 2008 :